# 地峡

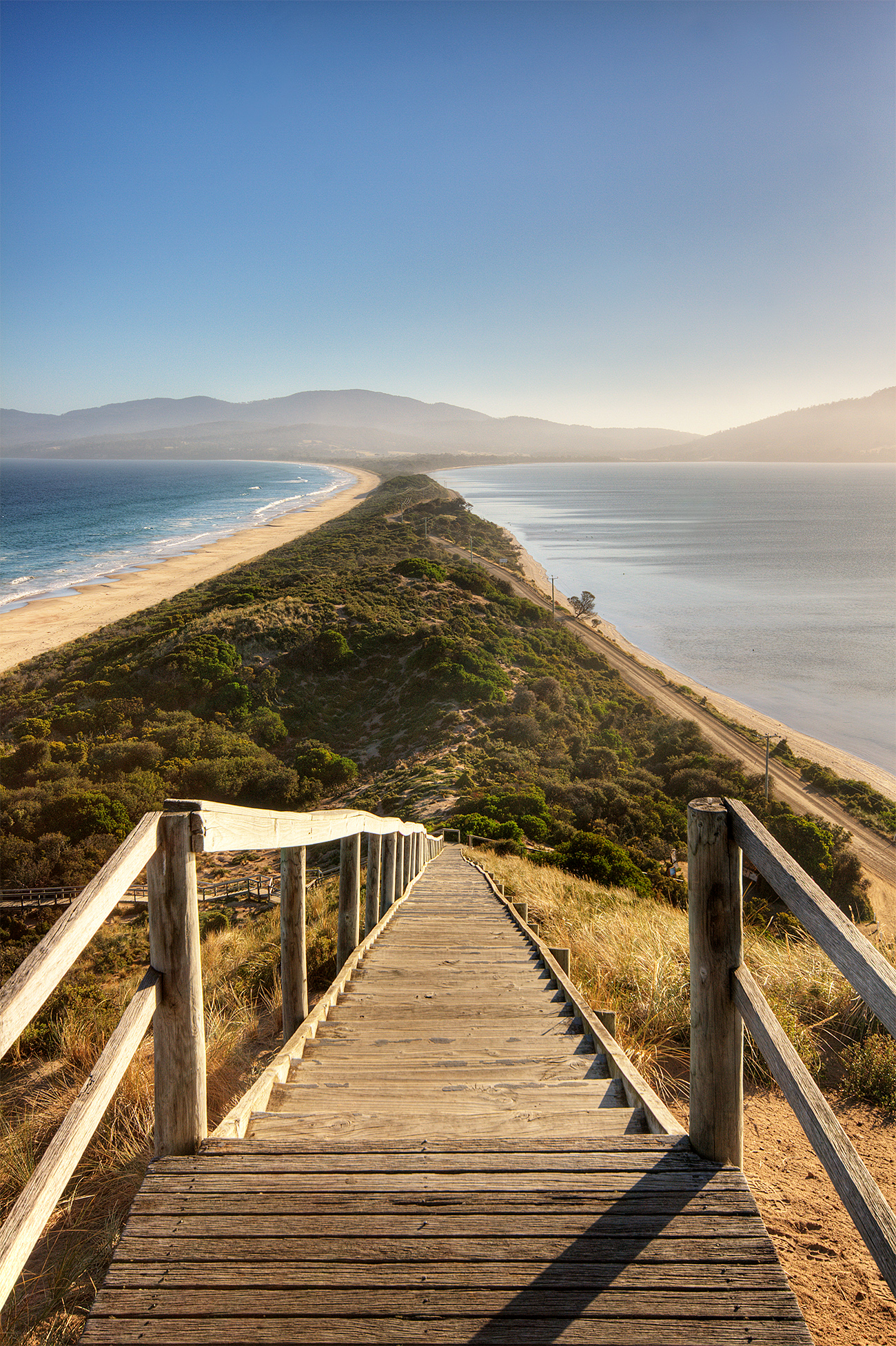
地峽

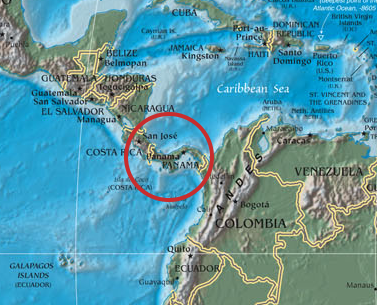
紅圈是巴拿馬地峽，為連接南、北美洲。

地峽（英語：Isthmus）指連接兩块陆地之間的狹長地形，例如：連接兩大陆之巴拿马地峡，又或連接大陆和半岛之克拉地峡。這類的地形往往是成为两个水体之间的通航障碍，卻是两块陆地之间的重要桥梁，在軍事上、經濟上都顯得意义重要；相对于海峡，地峡分布较少。其成因比较复杂，有學說是大陆板块漂移造成的，另有學說是陆地部分下沉到海中造成的。

## 著名地峽
- 奧克蘭地峽，连接新西兰奥克兰半岛和北島本土。
- 希格内克托地峡，连接加拿大新斯科舍和本土。
- 科林斯地峡，连接希腊伯罗奔尼撒半岛和本土。
- 卡累利阿地峡，分割芬兰湾和拉多加湖。
- 克拉地峡，连接马来半岛和亚洲大陆。[1]
- 巴拿馬地峽，连接南美洲和北美洲。
- 皮里柯普地峽，连接克里木半岛和乌克兰本土。
- 苏伊士地峡，连接非洲和亚欧大陆。
- 特万特佩克地峡，连接北美洲和中美洲，在墨西哥，最窄处约220km。
- 布魯尼島地峽，连接北布魯尼島和南布魯尼島。

## 另類地峽
- 澳門的關閘馬路（葡萄牙語：Itsmo de Ferreiro do Amaral），連接澳門半島與中國大陸的地峽，曾經是連島沙洲。
- 日本溫根沼東岸，根室半島和北海道之間的未命名地峽。
- 香港的攔路坳（英語：Lan Lo Au），連接西貢半島與灣仔之間的地峽。

## 曾经存在的地峡
- 罗摩桥
- 白令海峡